# بونتوس هانسون
بونتوس هانسون (بالسويدية: Pontus Hansson)‏ هو سباح ولاعب كرة ماء سويدي، ولد في 24 مايو 1894 في كريستينه هامن في السويد، وتوفي في 4 ديسمبر 1962 في ستوكهولم في السويد.

## روابط خارجية
- بونتوس هانسون على موقع اللجنة الأولمبية الدولية (الإنجليزية)
- بونتوس هانسون على موقع أوليمبيديا (الإنجليزية)
- بونتوس هانسون على موقع اللجنة الأولمبية السويدية (السويدية)